# João Gilberto de Moura

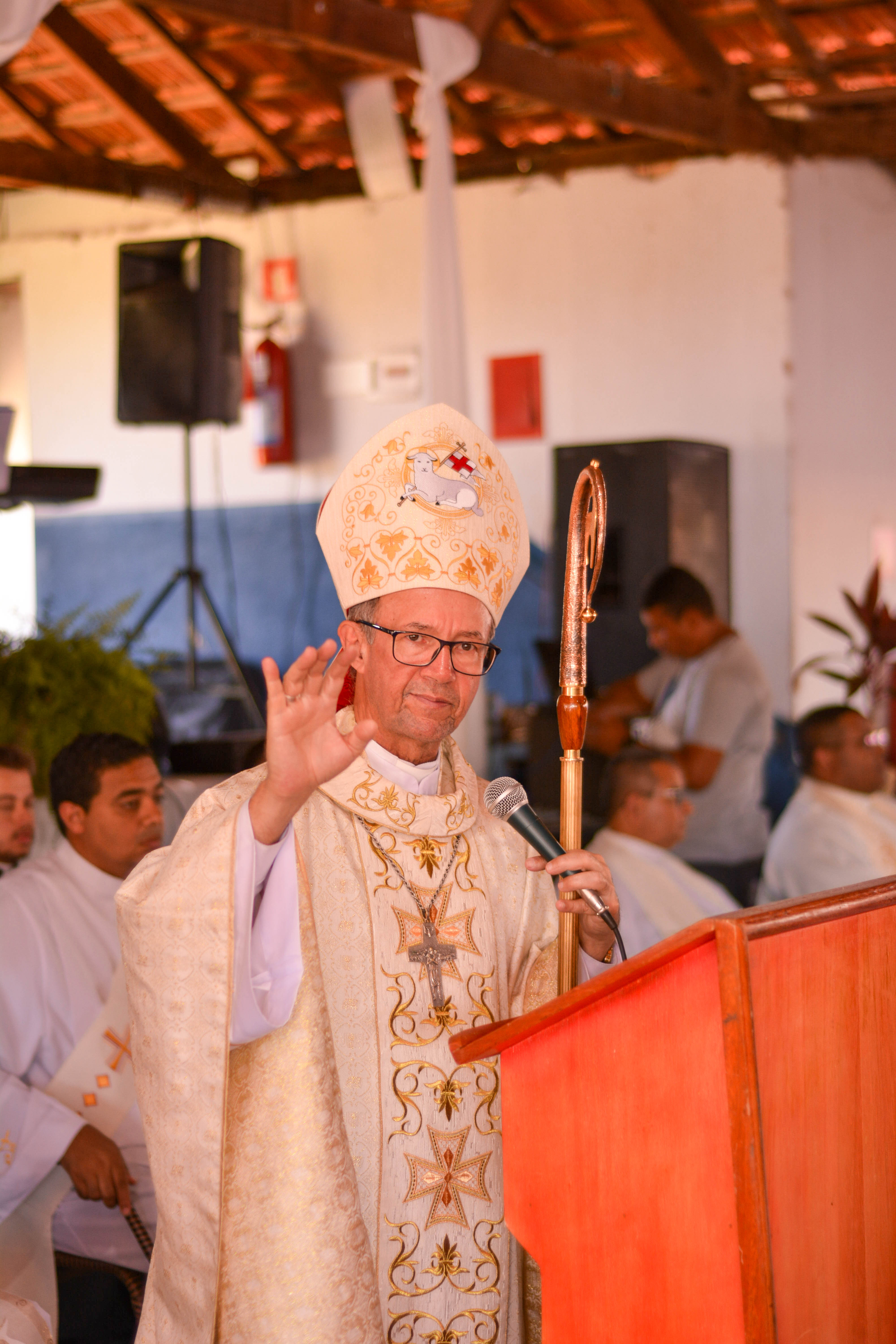
João Gilberto de Moura, 2022

João Gilberto de Moura (* 21. November 1963 in Ituiutaba, Bundesstaat Minas Gerais) ist ein brasilianischer Geistlicher und ernannter römisch-katholischer Bischof von Lins.

## Leben
João Gilberto de Moura studierte von 1990 bis 1991 Philosophie am Priesterseminar Maria Imaculada in Araxá und von 1992 bis 1995 Katholische Theologie am Priesterseminar Maria Imaculada in Ribeirão Preto. Er empfing am 10. Dezember 1995 das Sakrament der Priesterweihe.
1996 wurde de Moura Vikar an der Kathedrale São José in Ituiutaba und Regens des Priesterseminars Santo Cura d’Ars. Zudem war er bis 1996 geistlicher Begleiter der Bewegung Serra und bis 1997 Verantwortlicher des Bistums Ituiutaba für die Berufungspastoral. Von 1997 bis 2003 war João Gilberto de Moura Pfarrer der Pfarrei Cristo Rei in Centralina. Zudem war er ab 1999 Verantwortlicher für die Jugendpastoral im Bistum Ituiutaba. Von 2002 bis 2006 war João Gilberto de Moura Diözesankanzler. Zusätzlich war er von 2002 bis 2008 Pfarrer der Pfarrei São Francisco de Assis in Ituiutaba. 2006 wurde er Generalvikar des Bistums Ituiutaba. Am 3. Juni 2008 verlieh ihm Papst Benedikt XVI. den Ehrentitel Ehrenprälat Seiner Heiligkeit.
Am 3. Juli 2013 ernannte ihn Papst Franziskus zum Bischof von Jardim. Der Bischof von Ituiutaba, Francisco Carlos da Silva, spendete ihm am 6. September desselben Jahres die Bischofsweihe; Mitkonsekratoren waren der emeritierte Erzbischof von Uberaba, Aloísio Roque Oppermann SCI, und der Erzbischof von Montes Claros, José Alberto Moura CSS. Die Amtseinführung fand am 29. September 2013 statt.
Papst Franziskus bestellte ihn am 30. Oktober 2024 zum Bischof von Lins.